# Gert Dooreman
Gert Dooreman (1958) is een Belgisch grafisch vormgever, typograaf en illustrator. 

## Biografie
Dooreman studeerde Vrije Grafiek aan het Sint-Lucasinstituut in Gent. Als prille twintiger kwamen hij en andere Gentse kunststudenten samen in het café De groene kikker, vlak bij Sint-Lucas Gent. Zijn gezelschap bestond uit schrijver Tom Lanoye, fotograaf Michiel Hendryckx, muzikant Peter Vermeersch, architect Maarten Van Severen en theatermaker Johan Dehollander.
In het begin van zijn carrière werkte Dooreman voornamelijk als illustrator voor tijdschriften zoals Humo, De Standaard Magazine en Playboy. Daarna verlegde hij zijn focus naar grafische vormgeving en vooral typografie. Dooreman had geen opleiding tot vormgever genoten en omschrijft zichzelf dan ook als autodidact.
In 2015 werd hij gelauwerd voor zijn volledige carrière met de Henry Van de Velde Award voor Loopbaan.
Hij is de levenspartner van kunstenares en illustratrice Gerda Dendooven met wie hij twee dochters heeft.

## Werk
Hij ging begin jaren tachtig aan de slag bij De Morgen. Enkele jaren later vroeg de Vlaamse auteur Tom Lanoye hem om de cover te ontwerpen van zijn officiële debuut Rozegeur en Maneschijn, uitgegeven bij Kritak. Dooreman werd daarna de vaste vormgever van Lanoye. Hun samenwerking kende een hoogtepunt in 2004 met twee grote banieren, met daarop enkele verzen uit een gedicht van Lanoye, die werden opgehangen aan de Boerentoren. Het was het afscheid van Lanoye als eerste stadsdichter van Antwerpen.
Naast zijn samenwerking met Lanoye ontwierp hij ook boekomslagen voor onder meer Elvis Peeters, Bart Van Loo en Jeroen Olyslaegers. Dooreman verzorgt daarnaast geregeld het binnenwerk van boeken. Door zijn gevoel voor typografie en bladspiegel werden meerdere van zijn boeken geselecteerd voor de prijs van 'De Best Verzorgde Boeken'. Dooreman werkte als afficheontwerper voor onder meer Letterenhuis, Huis van Alijn, Theater Antigone en Boekenbeurs Antwerpen.

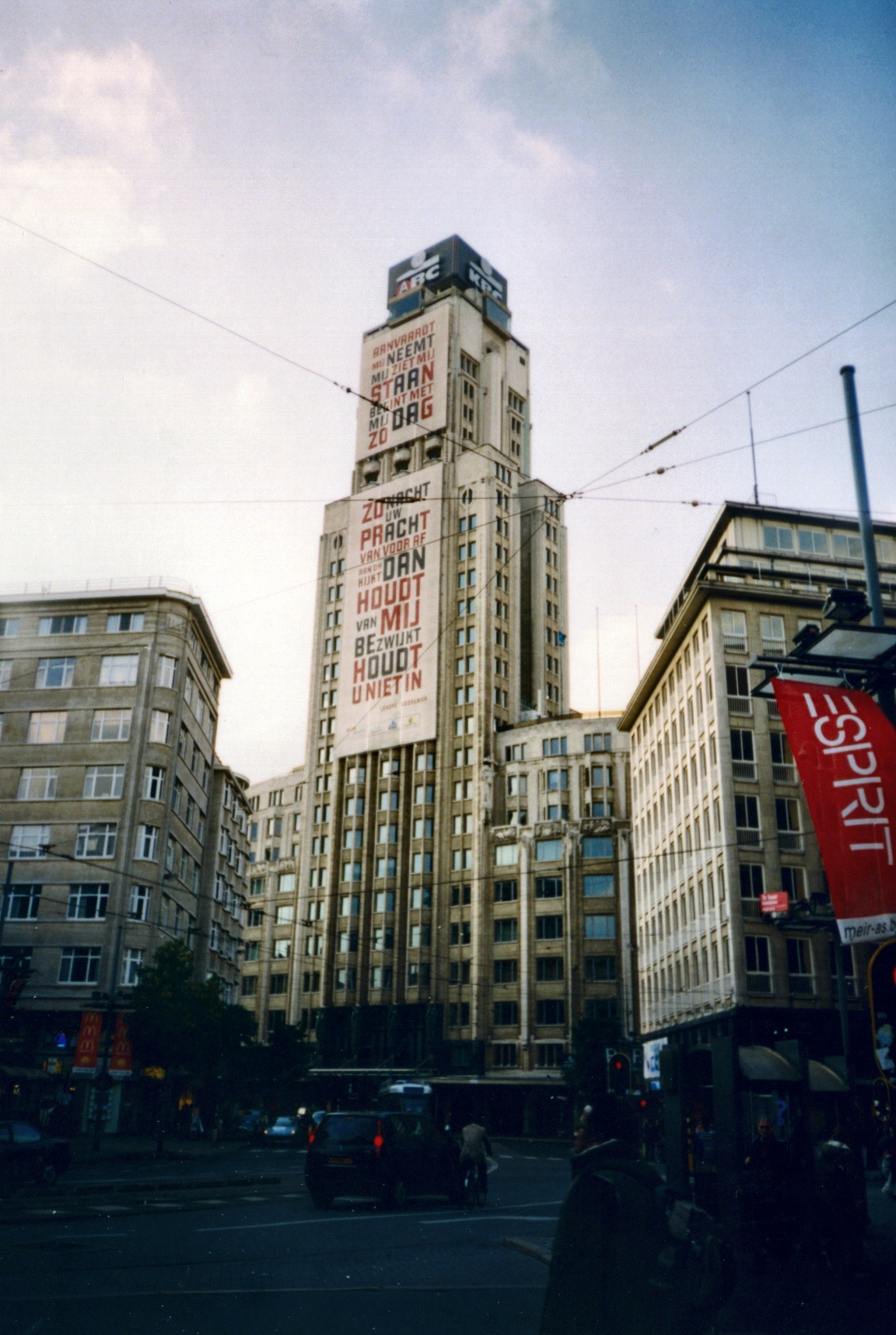
Typografisch ontwerp van Dooreman voor een gedicht van Tom Lanoye, Boerentoren Antwerpen.

## Stijl
Dooreman heeft een bepalende stijl zowel op het vlak van kleur als van typografie. Vaak werkt hij met een sober kleurenpalet, zwart en wit worden sporadisch aangevuld met dieprode accenten. Wanneer hij wel resoluut voor kleur kiest valt zijn ongewoon palet op. Dit komt doordat hij kleurenblind is en kleuren kiest omdat de grijswaarde een duidelijk contrast opleveren. Typografisch kiest hij vaak voor lettertypes die een gevestigde waarde zijn met een solide uitstraling zoals een Garamond, Gills of Baskerville. De typografie neemt doorgaans de bovenhand in zijn ontwerpen.

### Boekontwerpen
- Rozegeur en maneschijn door Tom Lanoye 1983
- Een slagerszoon met een brilletje door Tom Lanoye
- Gentse Boekerijen door Gerda Dendooven (boek) 2009
- Niemands Land door Tom Lanoye 2010
- Dooreman (monografie) 2009
- Het wonderlijke insectenboek door Bart Rossel (boek) 2017
- De verborgen steeg door Sjoerd Kuyper (boek) 1986
- Vader: een bloemlezing door Gert Dooreman (boek) 2009
- Citas sobre los libros, la lectura y la escritura (boek) 2017
- No two persons ever read the same book: quotes on books reading and writing by Bart Van Aken (boek) 2015
- Hugo Claus, con amore (boek) 2018

### Affiches
- The Rock Vote (affiche voor bourla)
- De Boerentoren schrijft gedicht Tom Lanoye
- Dooremantekeningen (affiche Museum Dr. Guislain Gent 2015)
- Ludwig Van Beethoven (affiche 1998)
- Boeken Om Naar te kijken (affiche 2009)
- zeventigste boekenbeurs (affiche 2006)
- Eros en de eenzame man (affiche voor het toneelhuis)
- De Gedichtendagposter (affiche met het gedicht Beesten van Max Temmerman 2014)
- Caligula (affiche theater Antigone 2005)

- Gemeinsame Normdatei: 1068558237
- International Standard Name Identifier: 0000 0003 6885 366X
- Library of Congress Control Number: n86047091
- MusicBrainz: 130172a1-b458-41df-8aa8-39d4893e427e
- Nederlandse Thesaurus van Auteursnamen: 071874917
- RKD-Nederlands Instituut voor Kunstgeschiedenis: 123777
- Virtual International Authority File: 107147391
- WorldCat: E39PBJxcWpR3fPtxHyQ4qkTJXd